# Данфорд, Джейсон
Джейсон Эдвард Данфорд (суахили Edward Jason Dunford; род. 28 ноября 1986 года) — кенийский пловец, участник Олимпийских игр 2008 и 2012 годов.
На Церемонии открытия летних Олимпийских игр 2012 был знаменосцем команды Кении.

## Карьера
На Олимпиаде в Пекине принял участие в соревнованиях вольным стилем среди мужчин на 100 метров. Он проиграл на предварительном этапе, заняв 24 место.
Также принял участие в соревнованиях баттерфляем среди мужчин на 100 метров. Пройдя в финал, занял там 5 место. По ходу соревнования обновил олимпийский рекорд, который чуть позже был побит.
На чемпионате мира по водным видам спорта 2007 года в Мельбурне обновил рекорд Африки в соревнованиях среди мужчин баттерфляем.
На Олимпиаде в 2012 году принял участие в соревнованиях баттерфляем среди мужчин на 100 метров. Дойдя до полуфинала, проиграл на этом этапе, заняв последнее место.